# کوه کولال
کوه کولال (به لاتین: Mount Kulal) یک کوه در کنیا است که در کنیا واقع شده‌است. کوه کولال ۲٬۲۸۵ متر بالاتر از سطح دریا واقع شده‌است.